# Acauloplacella hasenpuschae
Acauloplacella hasenpuschae is een rechtvleugelig insect uit de familie sabelsprinkhanen (Tettigoniidae). De wetenschappelijke naam van deze soort is voor het eerst geldig gepubliceerd in 2010 door Rentz, Su & Ueshima.